# El jorobado de Notre Dame (película de 1923)
El jorobado de Notre Dame (título original: The Hunchback of Notre Dame) es una película muda estadounidense de 1923 dirigida por Wallace Worsley, basada en la novela Nuestra Señora de París escrita por Victor Hugo. Está protagonizada por Lon Chaney como Quasimodo y Patsy Ruth Miller como Esmeralda.
La película es muy conocida por los grandes decorados que recrearon el París del siglo XV, y por la solvente interpretación y el espectacular maquillaje de Lon Chaney como el torturado campanero de Notre Dame de París. La película elevó a Chaney, hasta aquel momento un conocido actor, al estatus de estrella en Hollywood, cosa que le ayudó posteriormente a protagonizar varias otras películas de terror, sobre todo El fantasma de la ópera en 1925.

## La película
Las copias originales de la película se realizaron sobre nitrato de celulosa y fueron desgastadas por el uso y descompuestas por el tiempo. Las copias originales estaban teñidas con tintes en varios colores, incluyendo ámbar, rosa, lavanda y azul. Los fotogramas tintados eran comunes y, en realidad, solo el 10% del cine mudo era en blanco y negro. Las restauraciones modernas los recuperarán.
Las únicas copias que quedan de la película son las copias para mostrar en casa de 16 mm distribuidas por Universal en los años 1920 y 1930 para fines de formato doméstico, y no hay negativos originales o copias de 35 mm que sobrevivan.
La mayoría de las ediciones para video doméstico derivan de copias duplicadas de 16 mm distribuidas por Blackhawk Films en las décadas de 1960 y 1970. Image Entertainment lanzó el DVD con la copia restaurada en 2007. Flicker Alley lanzó la copia restaurada en Blu-ray en 2014.
En 1951, la película entró a dominio público debido a que su registro de derechos de autor no fue renovado en 28 años después de su publicación.

## Reparto
- Lon Chaney - Quasimodo.
- Patsy Ruth Miller - Esmeralda.
- Norman Kerry - Capitán Febo.
- Nigel De Brulier - Don Claudio.
- Brandon Hurst - Jehan.
- Ernest Torrence - Clopin.
- Raymond Hatton - Gringoire.
- Winifred Bryson - Fleur-de-Lys de Gondelaurier.
- Gladys Brockwell - Gudule.
- Kate Lester - Madame de Gondelaurier.
- Tully Marshall - el rey Louis XI.
- Roy Laidlaw - Charlomue.
- Harry von Meter - Monsieur Neufchatel.
- Nick De Ruiz - Monsieur le Torteru.
- Eulalie Jensen - Marie.
- Ray Myers - criado de Charmolue.
- William Parke - Josephus.
- John Cossar - Juez de la corte.
- Edwin Wallock - Chambelán del rey.